# Gerhard Boyer
Gerhard Boyer (* 20. Oktober 1887 in Wüllen; † 29. April 1963 in Münster) war ein deutscher Postbeamter und Politiker. Zwischen dem 18. November 1948 und dem 29. Oktober 1951 bekleidete er das Amt des Oberbürgermeisters in Münster.

## Leben
Boyer besuchte das humanistische Gymnasium in Coesfeld. Nach dem Abitur studierte er an der Verwaltungsakademie der Universität Münster und arbeitete anschließend ab 1906 im gehobenen Dienst bei der Reichspost. Den Ersten Weltkrieg machte er als Soldat mit und wurde zwei Mal verwundet. 1918 trat er in die Deutsche Zentrumspartei ein, für die er von 1927 bis 1932 dem Stadtverordnetenkollegium in Münster angehörte. 1933 gehörte er zu jenen Teilen des Zentrums in Münster, die für eine Zusammenarbeit mit den Nationalsozialisten eintraten. So war er einer der Unterzeichner jenes Antrags, mit dem Hitler und Hindenburg zu Ehrenbürgern der Stadt Münster erklärt wurden. Er stieg daher in der Phase der NS-Machtergreifung im ersten Halbjahr 1933 zum Magistratsmitglied auf, musste diese Position jedoch nach der Änderung der Kommunalverfassung durch die Nationalsozialisten wieder aufgeben.
Boyer leitete zwölf Jahre lang den Deutschen Beamtenbund Münster.
Nach dem Zweiten Weltkrieg war Boyer ab 1945 bis 1956 im Stadtparlament tätig. Er wurde vom 18. November 1948 bis zum 29. Oktober 1951 insgesamt dreimal für die CDU zum (ehrenamtlichen) Oberbürgermeister gewählt. Als Mitglied des Ausschusses für den Wiederaufbau des Rathauses zu Münster e.V. trug er maßgeblich zum Wiederaufbau des historischen Münsteraner Rathauses bei.